# 1986 en science
| Années de la science : 1983 - 1984 - 1985 - 1986 - 1987 - 1988 - 1989    |
| Décennies de la science : 1950 - 1960 - 1970 - 1980 - 1990 - 2000 - 2010 |

Cet article présente les faits marquants de l'année 1986 en science.

## Événements
- 13 mars : inauguration de la Cité des sciences et de l'industrie au Parc de la Villette[1].

- 12-16 avril : démonstration du Radio data system (RDS) lors de la 40e conférence annuelle de la National Association of Broadcasters (NAB) à Dallas, au Texas[2].

- 4 octobre : l'inauguration du barrage de l’Escaut oriental (Oosterscheldekering) par la reine Beatrix des Pays-Bas finalise le  plan Delta[3].

### Sciences physiques
- 14 janvier : couplage sur le réseau EDF de Superphénix à Creys-Malville[4].
- 24 janvier : la sonde américaine Voyager 2 approche Uranus à son maximum, à 81 500 km[5].
- 28 janvier : l'explosion de la Navette spatiale Challenger après 72 secondes de vol entraine la mort de sept astronautes[6].

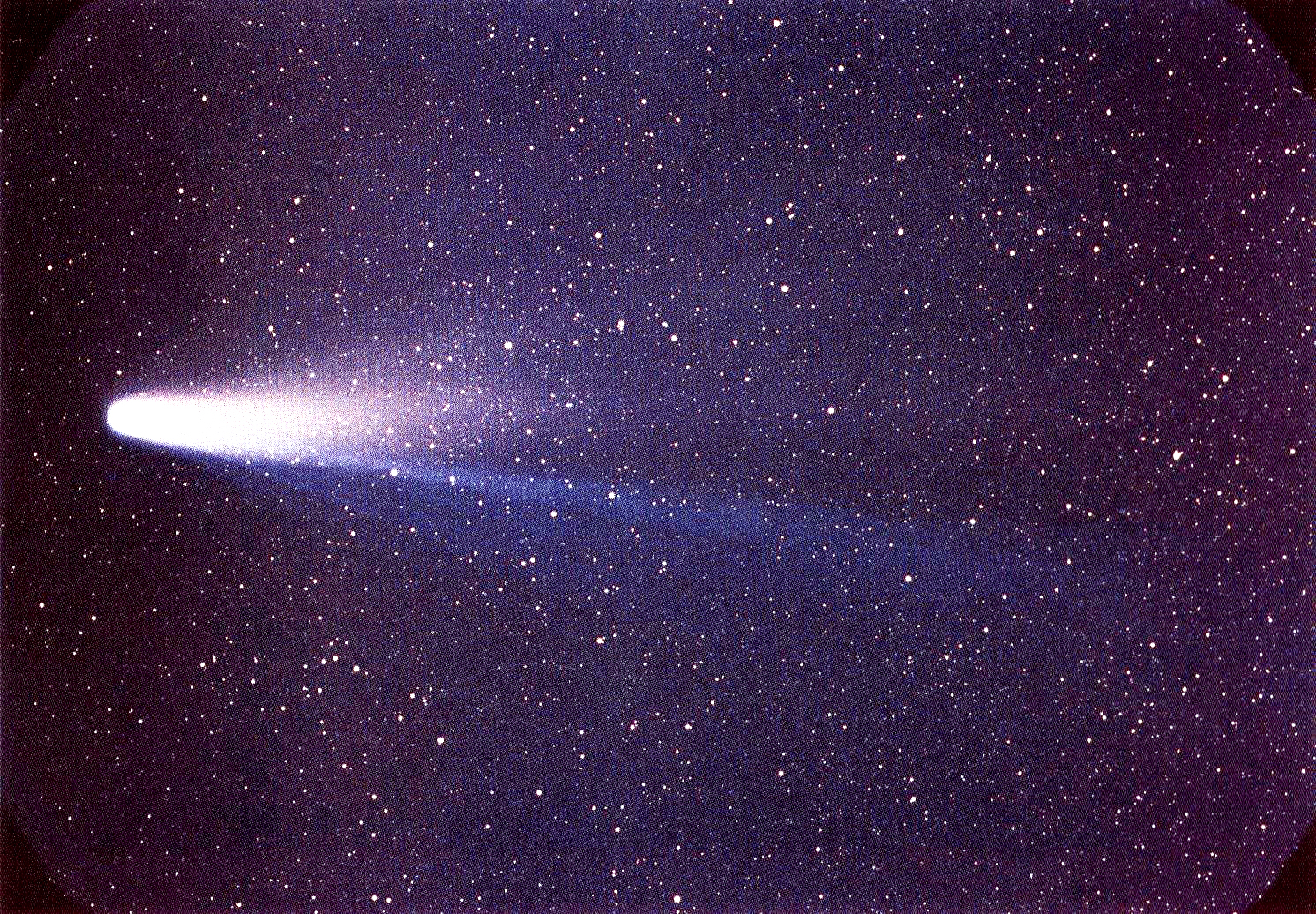
La comète de Halley, photographiée le 8 mars 1986.

- 9 février : retour de la comète de Halley accompagné d'une importante médiatisation et de missions scientifiques et spatiales[7].
- 19 février : mise en service du module central, premier élément de la station orbitale russe Mir 1[8].
- 22 février : Ariane 1 met en orbite le satellite français d'observation SPOT-1[9].

- 3 mars : les physiciens Gerd Binnig, Calvin Quate et Christoph Gerber publient leur invention du microscope à force atomique[10].

- 26 avril : catastrophe de Tchernobyl[11].

- 31 mai : échec du premier tir de la fusée Ariane 2[12].
- Juin : Johannes Georg Bednorz et Karl Alexander Müller publient la découverte d'un supraconducteur à 35 kelvins à base d'oxydes mixtes de baryum, lanthane et de cuivre[13].

- 1er juillet : la NASA dénombre 6 076 satellites artificiels gravitant autour de la Terre[14].

- Décembre : publication de la découverte de l'anisotropie de la graine du noyau terrestre par les géophysiciens Andrea Morelli, Adam Dziewonski et John H. Woodhouse[15].

### Sciences de la vie
- 28 mars : à Toulouse, le Docteur Jacques Puel en collaboration avec Fr. Joffre et H. Rousseau pose le premier stent endocoronaire chez l'homme[16].
- Mars : Patricia Bath et Franz Fankhauser publient leurs résultats sur la chirurgie laser de la cataracte[17]. le 18 décembre, Patricia Bath dépose un brevet pour sa méthode d'opération de la cataracte par sonde laser, le Laserphaco Probe[18].
- 12 juin : Leroy Hood et Lloyd Smith publient le premier séquenceur automatique d'ADN [19],[20].
- 19 juillet : mise sur le marché aux États-Unis du Muromonab-CD3 (en) [21], le premier médicament à base d'anticorps monoclonal, pour traiter les rejets de greffe.
- 22-26 septembre : le généticien américain Henry Erlich de Cetus Corporation (en) annonce lors du congrès international de la génétique humaine à Berlin[22] l'utilisation de la Taq polymérase dans la technique de PCR.
- 26 novembre : Joel D. Cooper (en) réussit la première greffe des deux poumons en opérant Ann Harrison au Toronto General Hospital, Canada[23].

- Mise sur le marché du Prozac en Belgique[24].
- Le biologiste Alexander Klibanov démontre que les enzymes peuvent fonctionner dans un environnement non aqueux[25].

## Prix
- Prix Nobel

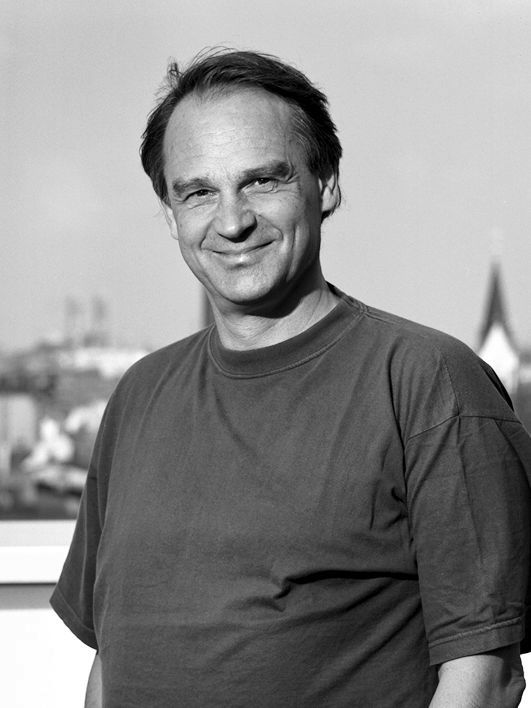
Gerd Binnig

  - Prix Nobel de physiologie ou médecine : Stanley Cohen (Américain), Rita Levi-Montalcini (Italienne)
  - Prix Nobel de chimie : Dudley R. Herschbach (américain), Yuan T. Lee (américain né à Taïwan), John C. Polanyi (canadien)
  - Prix Nobel de physique : Gerd Binnig, Heinrich Rohrer, Ernst August Friedrich Ruska
- Prix Lasker
  - Prix Albert-Lasker pour la recherche médicale fondamentale : Rita Levi-Montalcini, Stanley Cohen
  - Prix Albert-Lasker pour la recherche médicale clinique : Myron Essex (en), Robert Gallo, Luc Montagnier
- Médailles de la Royal Society
  - Médaille Copley : Rudolf Peierls
  - Médaille Darwin : John Maynard Smith
  - Médaille Davy : Alexander George Ogston
  - Médaille Hughes : Michael Woolfson
  - Médaille royale : Eric Ash, Richard Doll, Rex Richards
  - Médaille Rumford : Denis Rooke
- Médailles de la Geological Society of London
  - Médaille Lyell : Harry Blackmore Whittington
  - Médaille Murchison : Keith Cox
  - Médaille Wollaston : John Graham Ramsay
- Prix Jules-Janssen (astronomie) : Marcel Golay
- Prix Turing en informatique : John Hopcroft et Robert Tarjan
- Médaille Bruce (Astronomie) : Fred Lawrence Whipple
- Médaille Fields : Simon Donaldson (britannique), Gerd Faltings (allemand), Michael Freedman (américain)
- Médaille Linnéenne : Arthur Cronquist et Cyril Garnham
- Prix Montyon : Marc Yor (prix de statistiques)
- Médaille d'or du CNRS : Nicole Le Douarin

## Décès

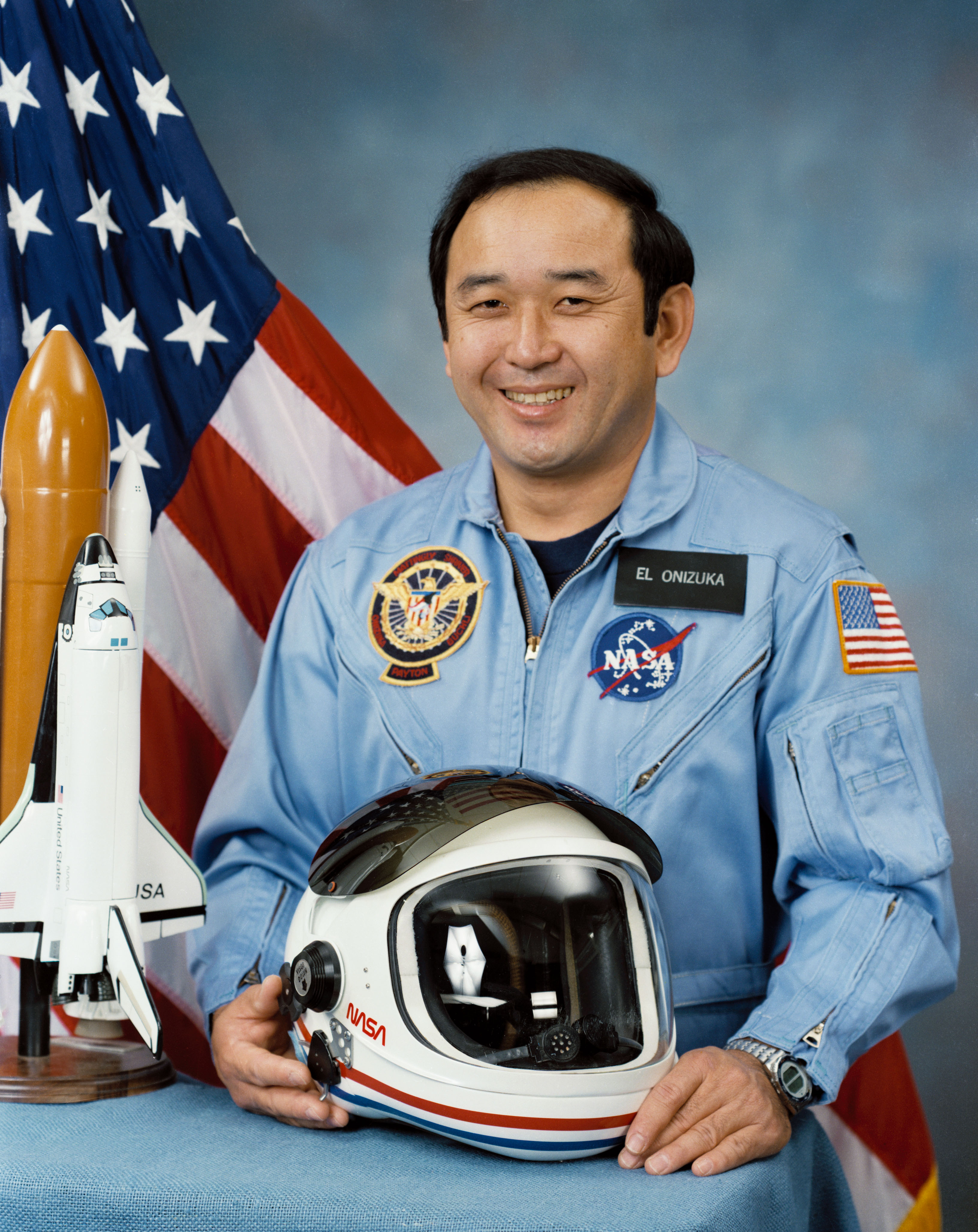
Ellison Onizuka

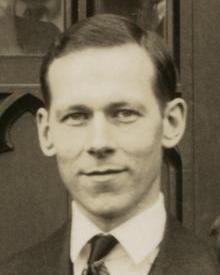
Robert Mulliken, Chicago 1929

- 12 janvier : Ludwig Biermann (né en 1907), astronome allemand.
- 28 janvier :
  - Gregory B. Jarvis (né en 1944), astronaute américain.
  - Christa McAuliffe (née en 1948), astronaute américaine.
  - Ronald McNair (né en 1950), astronaute américain.
  - Ellison Onizuka (né en 1946), astronaute américain.
  - Judith Resnik (née en 1949), astronaute américaine.
  - Francis Richard Scobee (né en 1939), astronaute américain.
  - Michael J. Smith (né en 1945), astronaute américain.

- 5 février : René Joffroy (né en 1915), archéologue français.
- 7 février : Cheikh Anta Diop (né en 1923), historien et anthropologue sénégalais.
- 19 février : André Leroi-Gourhan (né en 1911), ethnologue, archéologue et historien français.

- 29 mars : Jean van Heijenoort (né en 1912), logicien français.

- 7 avril : Leonid Kantorovitch, mathématicien et économiste russe, prix Nobel d'économie en 1975.
- 8 avril : Robert Gessain (né en 1934), anthropologue français.
- 15 avril : Edwin R. Thiele (né en 1895), missionnaire adventiste et archéologue américain.
- 27 avril : J. Allen Hynek (né en 1910), astronome et ufologue américain.
- 24 mai : Stephen Thorne (né en 1953), aspirant-astronaute américain.
- 24 mai : Bernard-Philippe Groslier (né en 1926), archéologue français.
- 31 mai : James Rainwater (né en 1917), physicien américain, prix Nobel de physique en 1975.
- Mai : Alexandre Badawy (né en 1913), égyptologue égyptien.

- 1er juin : Margaret Blackwood (née en 1909), botaniste et généticienne australienne.

- 3 juillet : Quinn McNemar (né en 1901), psychologue et statisticien américain.
- 24 juillet : Fritz Albert Lipmann (né en 1899), biochimiste américain.
- 25 septembre : Nikolaï Semionov (né en 1895), chimiste russe.
- 23 octobre : Edward Adelbert Doisy (né en 1893), biochimiste américain.
- 31 octobre : Robert Mulliken (né en 1896), physicien et chimiste américain, prix Nobel de chimie en 1966.

- 13 décembre : Glyn Daniel (né en 1914), scientifique et archéologue britannique.
- 24 décembre : Richard van der Riet Woolley (né en 1906), astronome britannique.
- 27 décembre : André Cailleux (né en 1907), géographe et géologue français.